# Condé-lès-Herpy
Condé-lès-Herpy est une commune française située dans le département des Ardennes, en région Grand Est.

## Géographie
| Banogne-Recouvrance | Saint-Fergeux      |                 |
| Saint-Germainmont   | Condé-lès-Herpy    | Château-Porcien |
|                     | Herpy-l'Arlésienne |                 |

### Hydrographie
La commune est dans la région hydrographique « la Seine du confluent de l'Oise (inclus) à l'embouchure » au sein du bassin Seine-Normandie. Elle est drainée par l'Aisne et le ruisseau de Saint-Fergeux,.
L'Aisne est un  cours d'eau naturel navigable de 256 km de longueur, traversant les cinq départements Meuse, Marne, Ardennes, Aisne, Oise. Elle est un affluent de rive gauche de l'Oise, ce qui fait d'elle un sous-affluent de la Seine. Elle traverse la commune dans sa partie extrême sud-estsur une longueur d'environ 1,9 km.
Le ruisseau de Saint-Fergeux, d'une longueur de 17 km, prend sa source dans la commune de Chaumont-Porcien et se jette  dans l'Aisne sur la commune, après avoir traversé quatre communes.

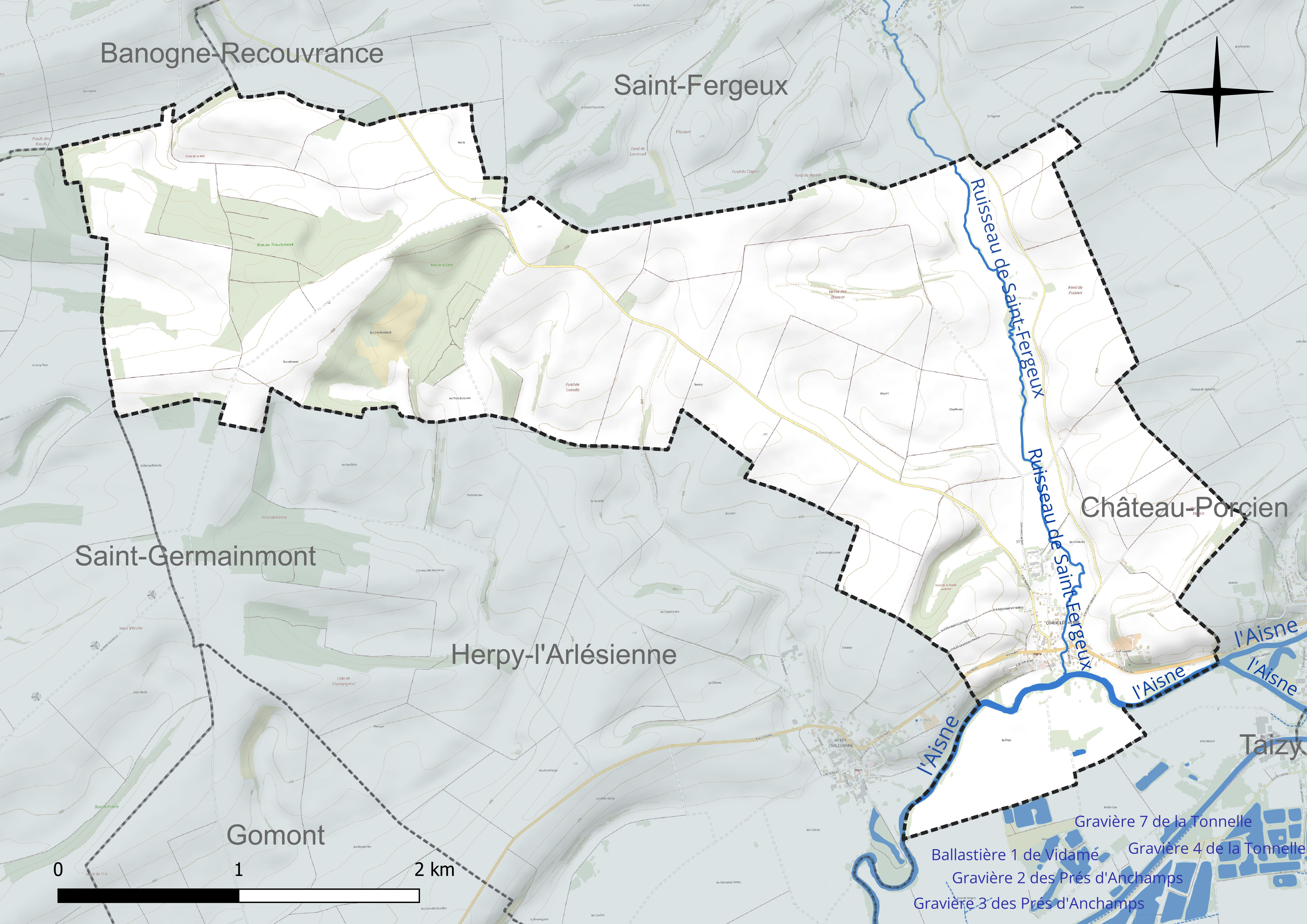
Réseau hydrographique de Condé-lès-Herpy.

### Climat
Pour des articles plus généraux, voir Climat du Grand Est et Climat des Ardennes.
En 2010, le climat de la commune est de type climat océanique dégradé des plaines du Centre et du Nord, selon une étude du Centre national de la recherche scientifique s'appuyant sur une série de données couvrant la période 1971-2000. En 2020, Météo-France publie une typologie des climats de la France métropolitaine dans laquelle la commune est exposée à un climat océanique altéré et est dans la région climatique Nord-est du bassin Parisien, caractérisée par un ensoleillement médiocre, une pluviométrie moyenne régulièrement répartie au cours de l’année et un hiver froid (3 °C).
Pour la période 1971-2000, la température annuelle moyenne est de 10,1 °C, avec une amplitude thermique annuelle de 15,6 °C. Le cumul annuel moyen de précipitations est de 754 mm, avec 12,4 jours de précipitations en janvier et 9 jours en juillet. Pour la période 1991-2020, la température moyenne annuelle observée sur la station météorologique de Météo-France la plus proche, « Banogne-Recouvrance », sur la commune de Banogne-Recouvrance à 9 km à vol d'oiseau, est de 11,1 °C et le cumul annuel moyen de précipitations est de 773,4 mm. 
La température maximale relevée sur cette station est de 40,8 °C, atteinte le 25 juillet 2019 ; la température minimale est de −14 °C, atteinte le 10 janvier 2003,,.
Les paramètres climatiques de la commune ont été estimés pour le milieu du siècle (2041-2070) selon différents scénarios d'émission de gaz à effet de serre à partir des nouvelles projections climatiques de référence DRIAS-2020. Ils sont consultables sur un site dédié publié par Météo-France en novembre 2022.

## Urbanisme

### Typologie
Au 1er janvier 2024, Condé-lès-Herpy est catégorisée commune rurale à habitat dispersé, selon la nouvelle grille communale de densité à 7 niveaux définie par l'Insee en 2022.
Elle est située hors unité urbaine. Par ailleurs la commune fait partie de l'aire d'attraction de Reims, dont elle est une commune de la couronne,. Cette aire, qui regroupe 294 communes, est catégorisée dans les aires de 200 000 à moins de 700 000 habitants,.

### Occupation des sols
L'occupation des sols de la commune, telle qu'elle ressort de la base de données européenne d’occupation biophysique des sols Corine Land Cover (CLC), est marquée par l'importance des territoires agricoles (87,5 % en 2018), une proportion identique à celle de 1990 (87,5 %). La répartition détaillée en 2018 est la suivante : 
terres arables (81,9 %), forêts (9,8 %), zones agricoles hétérogènes (5,6 %), zones urbanisées (2,7 %). L'évolution de l’occupation des sols de la commune et de ses infrastructures peut être observée sur les différentes représentations cartographiques du territoire : la carte de Cassini (XVIIIe siècle), la carte d'état-major (1820-1866) et les cartes ou photos aériennes de l'IGN pour la période actuelle (1950 à aujourd'hui).

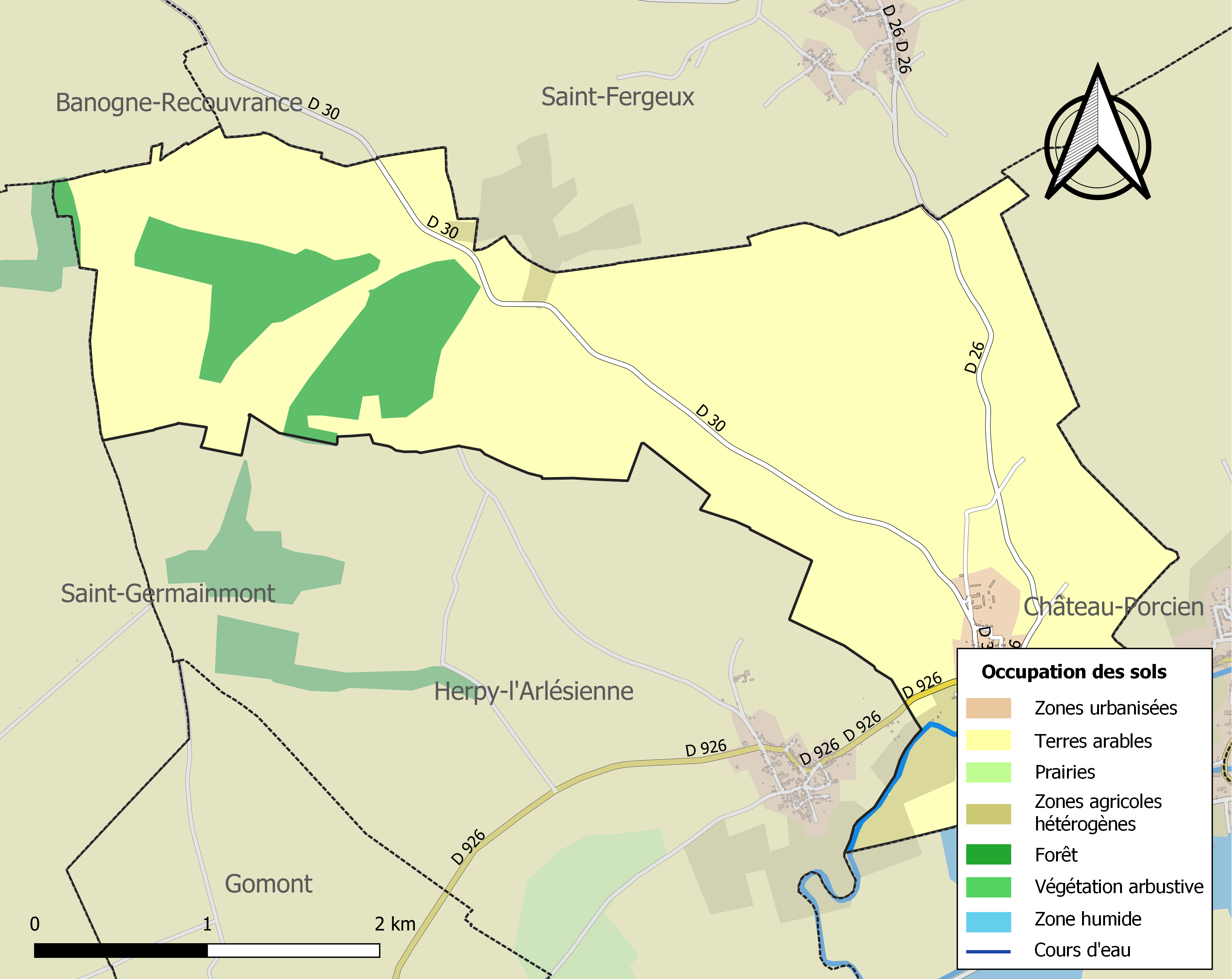
Carte des infrastructures et de l'occupation des sols de la commune en 2018 (CLC).

## Toponymie
La préposition « lès » permet de signifier la proximité d'un lieu géographique par rapport à un autre lieu. En règle générale, il s'agit d'une localité qui tient à se situer par rapport à une ville voisine plus grande. La commune de Condé indique qu'elle se situe près de Herpy-l'Arlésienne.

## Histoire
C'est le lieu d'un oppidun de 50 ha des Remii sur le plateau Nandin en partie sur la commune de Chateau-Porcien auquel est associé des découvertes de tombes et monnaies.
Au cours de la Révolution française, la commune porta provisoirement le nom de Nandin-sur-Aisne.

### L'incendie de 1849
Un des dangers perpétuels était la présence du four dans les maisons. D’autres dangers, toujours là, étaient la cheminée, l’imprudence des domestiques, la malveillance des enfants, les accidents dus au foin rentré encore humide dans les greniers et qui « chauffait ». L’imprudence est en cause dans quelques incendies très meurtriers.
Ainsi celui de Condé les Herpy en 1849, où les propriétaires d’une maison, la cuisson  de leur pain finie, avaient, comme c’était l’usage partout, placé les braises dans un étouffoir  (boite cylindrique en tôle) puis, les estimant refroidies, les avaient rangées dans un tonneau en bois défoncé, une « gueulbée ». Malheureusement, le temps chaud et sec raviva les braises qui enflammèrent la toiture de chaume. Comble d’irréflexion, les propriétaires  de la maison pensèrent  d’abord à leur meubles,  plutôt qu’à prévenir leurs voisins.
La rue sur plus de cent cinquante mètres devint un tunnel de flammes. Le manque de matériel et l’absence d’eau contraignirent les habitants à user d’expédients pour combattre le terrible incendie : on essaya d’étouffer les flammes des toits (les maisons étant très basses) à grands coups de pelles à enfourner, des seaux d’eau et de vin. Rien n’y fit, cinquante six habitations et trois cents espaces (épaces) d’engrangement avaient disparu.
Devant ce danger d’incendie, les communes réagirent. À partir de 1849, le règlement contre l’incendie  de certaines communes, faisait obligation aux  maçons, charpentiers, et couvreurs de se rendre, en cas d’incendie et au premier coup de cloche avec leurs échelles, haches et autres instruments à l’endroit du feu et à tous les habitants en état de porter secours de venir avec des seaux d’eau.

## Politique et administration
| Période                                  | Période                   | Identité                                         | Étiquette | Qualité     |
| ---------------------------------------- | ------------------------- | ------------------------------------------------ | --------- | ----------- |
| mars 1959                                | mars 1995                 | J. Eustache                                      |           |             |
| mars 1995                                | mars 2014                 | Joëlle Lavigne                                   |           |             |
| mars 2014                                | En cours (au 25 mai 2020) | Bernard Rousseaux Réélu pour le mandat 2020-2026 |           | Agriculteur |
| Les données manquantes sont à compléter. |                           |                                                  |           |             |

## Démographie
L'évolution du nombre d'habitants est connue à travers les recensements de la population effectués dans la commune depuis 1793. Pour les communes de moins de 10 000 habitants, une enquête de recensement portant sur toute la population est réalisée tous les cinq ans, les populations de référence des années intermédiaires étant quant à elles estimées par interpolation ou extrapolation. Pour la commune, le premier recensement exhaustif entrant dans le cadre du nouveau dispositif a été réalisé en 2007.

En 2022, la commune comptait 219 habitants, en évolution de +0,46 % par rapport à 2016 (Ardennes : −2,97 %, France hors Mayotte : +2,11 %).
| 1793 | 1800 | 1806 | 1821 | 1831 | 1836 | 1841 | 1846 | 1851 |
| ---- | ---- | ---- | ---- | ---- | ---- | ---- | ---- | ---- |
| 289  | 308  | 325  | 308  | 321  | 328  | 318  | 325  | 291  |

| 1866 | 1872 | 1876 | 1881 | 1886 | 1891 | 1896 | 1901 | 1906 |
| ---- | ---- | ---- | ---- | ---- | ---- | ---- | ---- | ---- |
| 279  | 264  | 275  | 258  | 243  | 240  | 225  | 215  | 206  |

| 1911 | 1921 | 1926 | 1931 | 1936 | 1946 | 1954 | 1962 | 1968 |
| ---- | ---- | ---- | ---- | ---- | ---- | ---- | ---- | ---- |
| 203  | 172  | 176  | 166  | 157  | 128  | 174  | 148  | 137  |

| 1975 | 1982 | 1990 | 1999 | 2006 | 2007 | 2012 | 2017 | 2022 |
| ---- | ---- | ---- | ---- | ---- | ---- | ---- | ---- | ---- |
| 118  | 139  | 172  | 159  | 184  | 188  | 217  | 217  | 219  |

## Lieux et monuments
- Église Saint-Martin de Condé-lès-Herpy

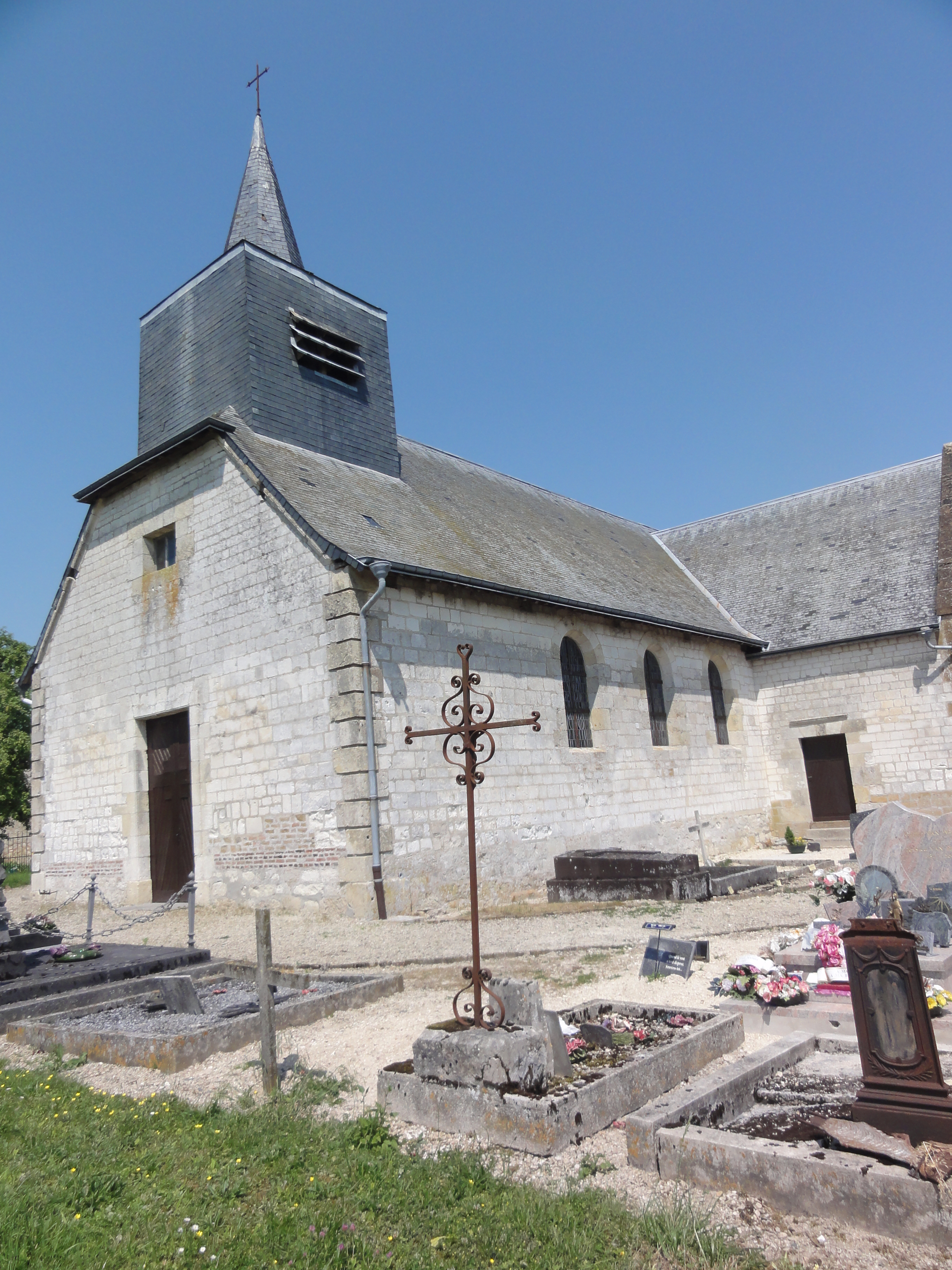
L'église.
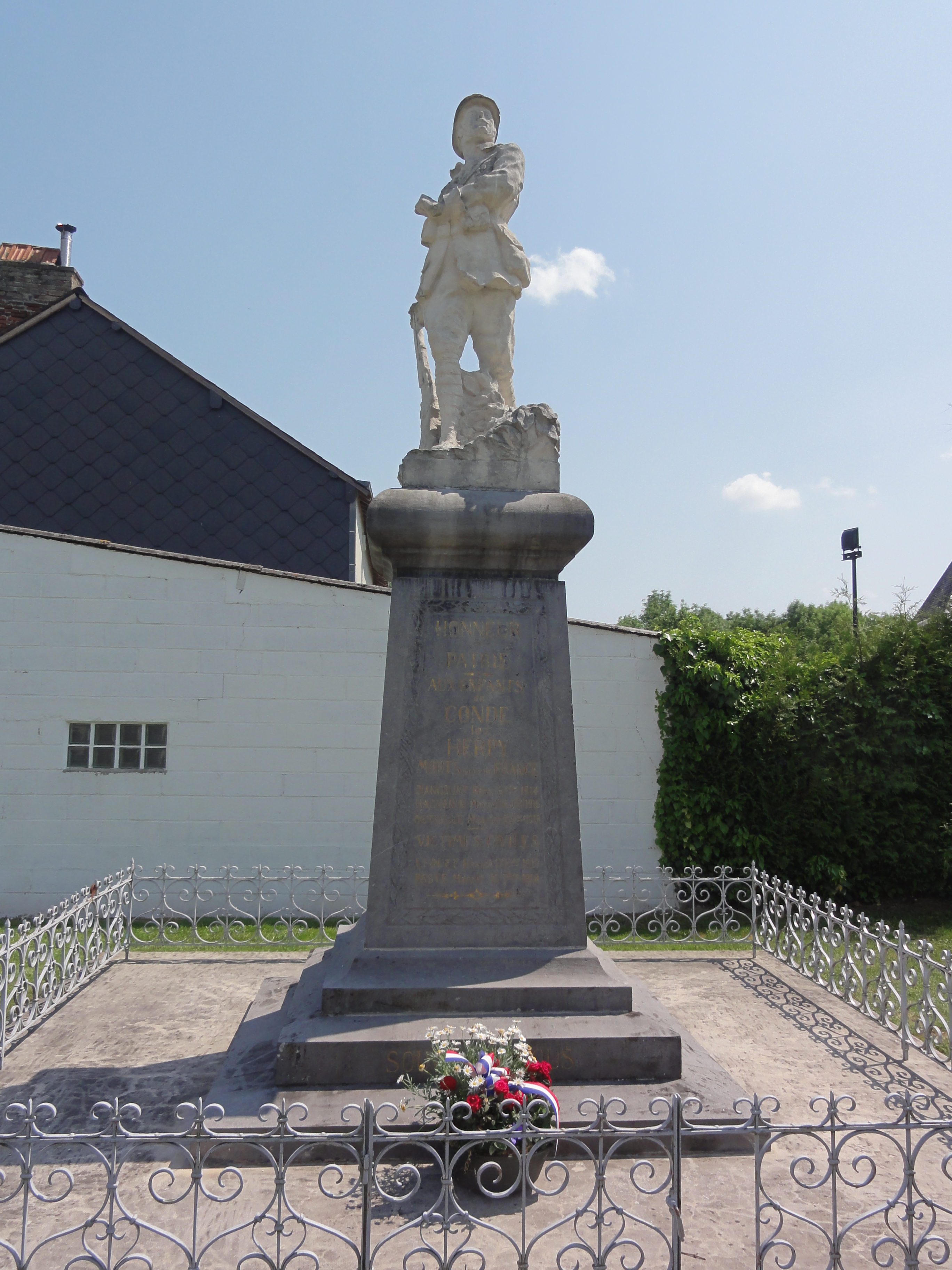
Monument aux morts.
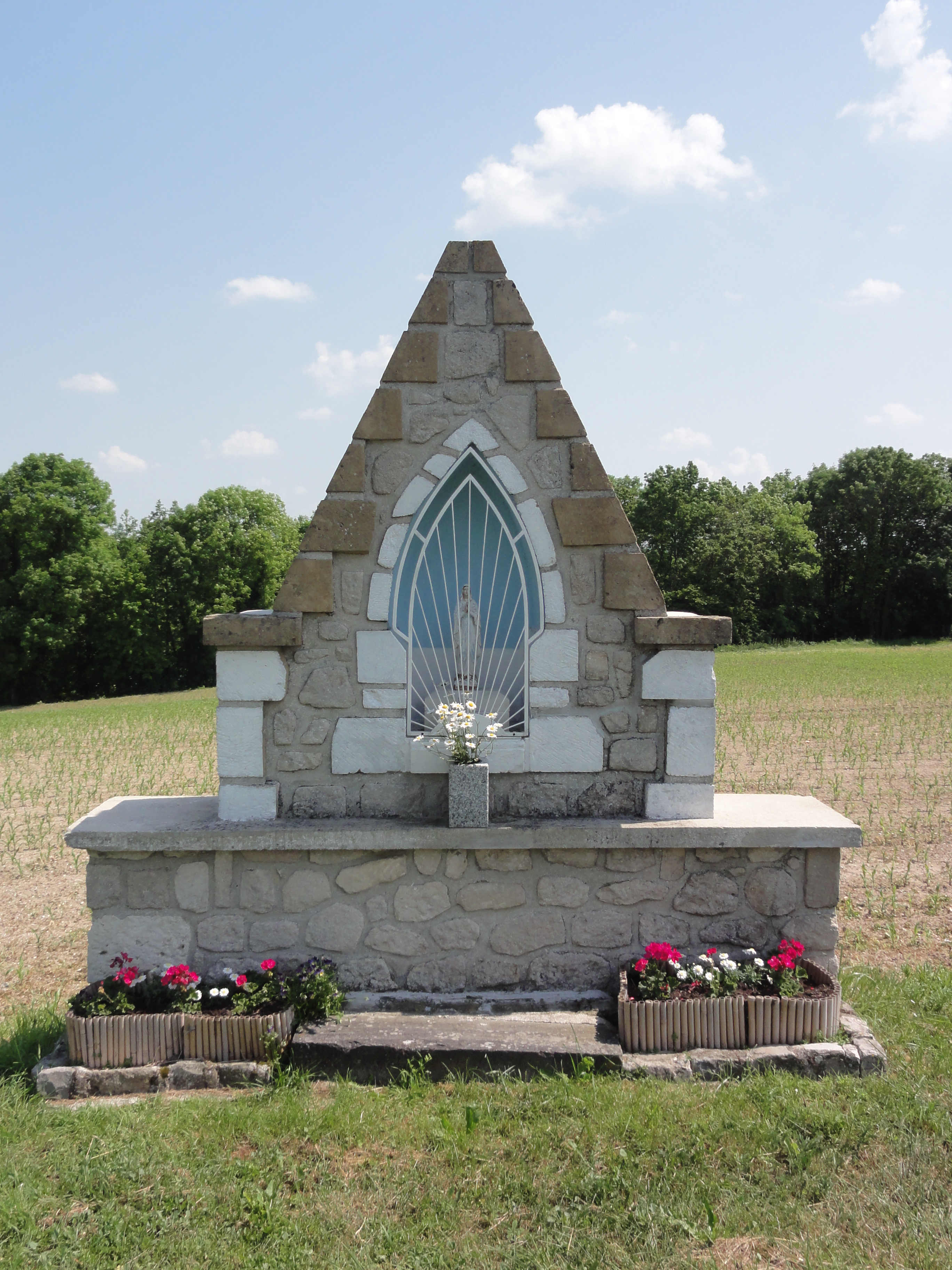
Chapelle-oratoire.
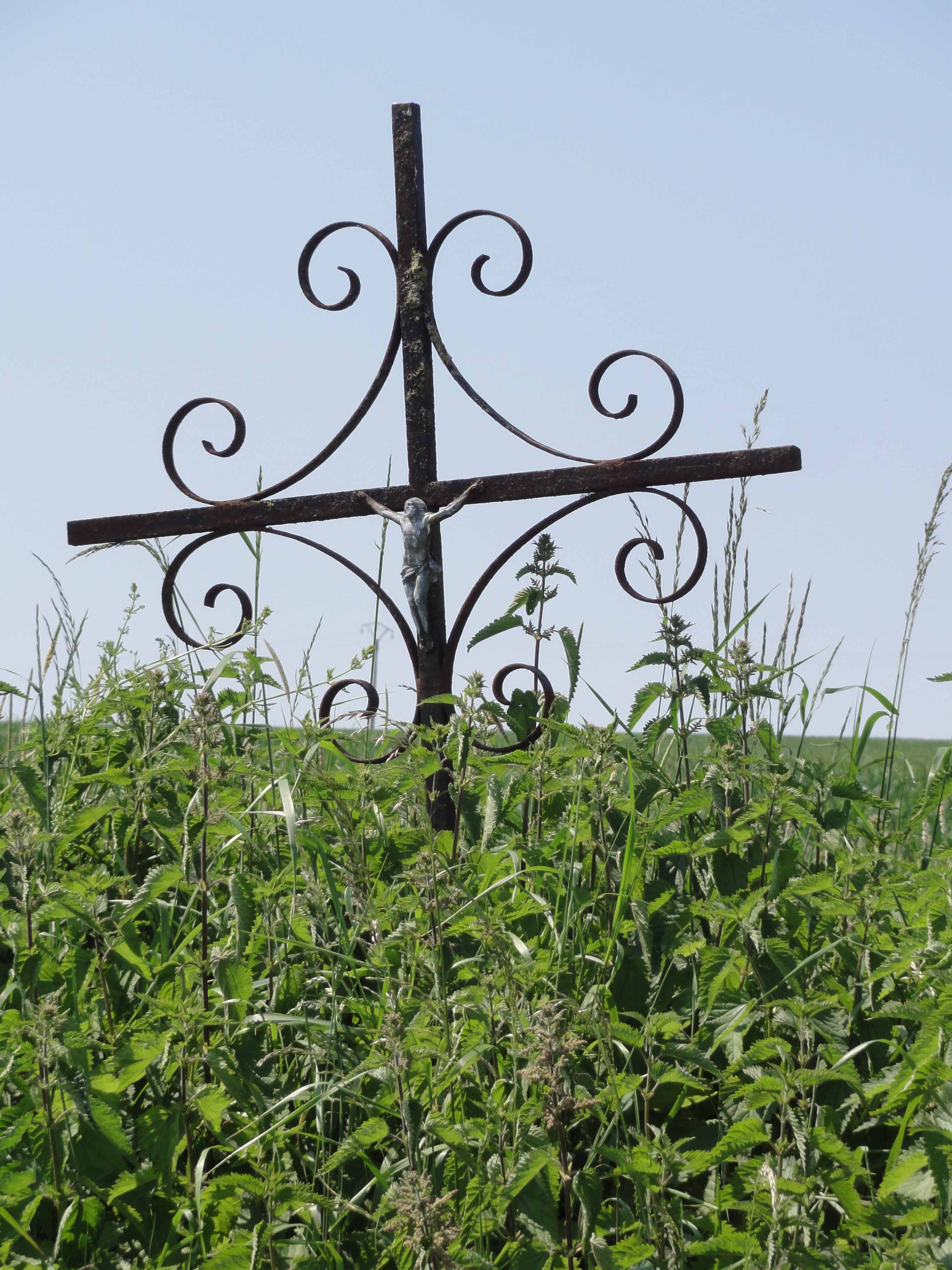
Croix de chemin.